# Edgar Bourloton

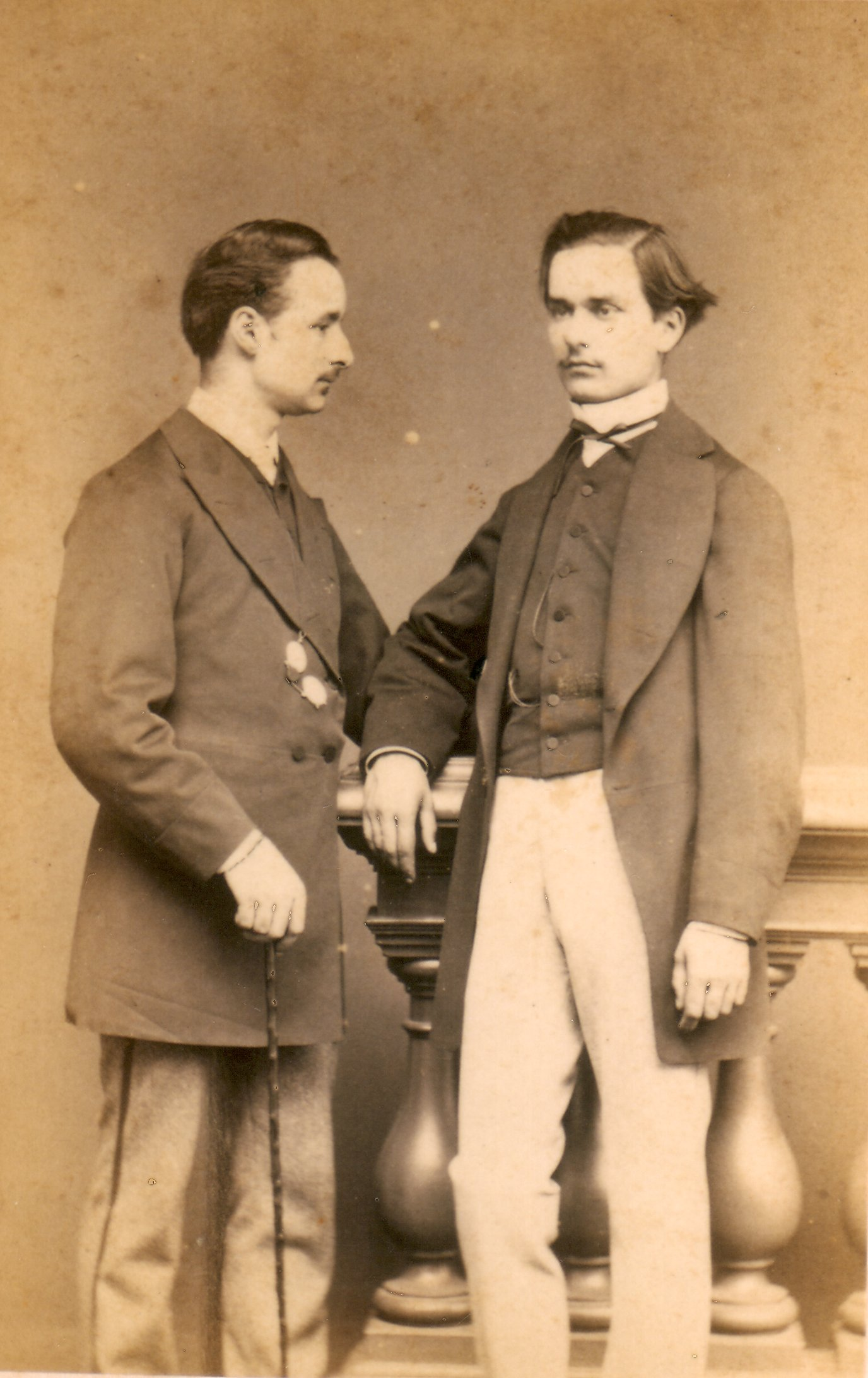
Edgar Bourloton et son frère Camille.

Edgar Bourloton, né le 17 août 1844 à Fontenay-le-Comte et mort le 15 mars 1914 à Arcachon, est un éditeur et historien français.

## Biographie
Edgar Bourloton est le fils de Julie Zoé Rivet (1820-1871) et Louis Bourloton (1810-1888), professeur de rhétorique au collège de Fontenay-le-Comte et auteur d'ouvrages scolaires.
Dès sa petite enfance, il lie des liens très étroits avec sa mère. Il étudie le droit jusqu'à l'obtention de son diplôme d'avocat, dont il ne se servira jamais.
Il se distingue, dans son milieu familial aux attaches catholiques, par ses opinions républicaines.
À la mort de sa mère, Edgar fait construire pour elle un tombeau au cimetière Notre-Dame à Fontenay, la représentant en gisant, le seul de ce cimetière. La sépulture est toujours présente. 
À la déclaration de guerre de 1870, Edgar s'engage dans le régiment de zouaves de la Garde impériale, régiment d'élite de Napoléon III. Fait prisonnier à la bataille de Sedan, il passe sa captivité à Erfurt. Un riche banquier juif le sort de cette situation, peut-être dans le but de servir de précepteur à son fils. La guerre finie, Edgar part avec ce jeune Allemand pour un grand voyage en Italie.
Durant sa captivité en Allemagne, il accumule les observations qui lui serviront plus tard dans son ouvrage L'Allemagne contemporaine. En Allemagne, il rencontre également Edmond Robert, avec qui il publiera, en 1873, La Commune et ses idées à travers l'histoire.
À son retour en France en 1872, il décide d'acheter l'abbaye de Maillezais, site, entre autres, de la cathédrale Saint-Pierre de Maillezais. Celle-ci, en vente depuis la mort, quatre ans plus tôt, de Mme Pouey d'Avant, se dégradait progressivement, les matériaux ayant servi à sa construction, depuis la Révolution française, ayant été progressivement vendus. Avec l'héritage de leur mère, Edgar et Camille Bourloton (1848-1884), membre des zouaves pontificaux, décident de sauver ces bâtiments qu'ils jugent d'importance historique. Après leur mort, l'abbaye est classée monument historique, le 30 janvier 1924.
Ils achètent conjointement l'abbaye avec cinq hectares de terre autour. Les bâtiments conventuels sont pour Camille, et le reste du palais épiscopal pour Edgar, qui décide de faire bâtir la maison actuelle, tout inspirée de ses souvenirs italiens. C'est surtout son père, Louis Bourloton, qui l'habite jusqu'à sa mort en 1888. Le catalogue de ces ouvrages est à la bibliothèque municipale de Fontenay-le-Comte.
À partir de 1888, il participe à la Revue du Bas-Poitou, une publication trimestrielle dirigée par René Valette. Il est également l'éditeur du Dictionnaire des parlementaires français dirigé par Adolphe Robert et Gaston Cougny (1889-1891), ouvrage toujours prisé des historiens et collectionneurs.
Habitant sporadiquement Maillezais,  Edgar en est élu conseiller municipal dans les années 1880. Il se marie avec Marguerite Rossignol, dont le père est notaire à Vouillé, dans la Vienne. De cette union naissent en 1884 Pierre, en 1885 Marguerite et en 1897 Marie. Toute la famille habite Paris au 46, rue de Vaugirard, tout près du Sénat.
Il occupe, en outre, les fonctions de gérant et d'éditeur du Bulletin hebdomadaire de statistique municipale de la ville de Paris, dirigé par Jacques Bertillon et distribué par la librairie Masson.
À la suite de la mort de Mme Rossignol mère en 1911, Edgar se sépare de sa famille et va habiter Bourg-la-Reine, tandis que sa femme et sa fille Marie vont habiter au Breuil-l'Abbesse, demeure appartenant et probablement construite par les grands-parents Rossignol. Le grand-père, Alexandre Rossignol (1816-1897), y fut notaire puis juge de paix à Poitiers.
De Bourg-la-Reine, Edgar part à Arcachon, où il meurt en 1914. Il est inhumé le 19 mars.
La rue Edgar-Bourloton, à Maillezais, a été baptisée en son honneur.

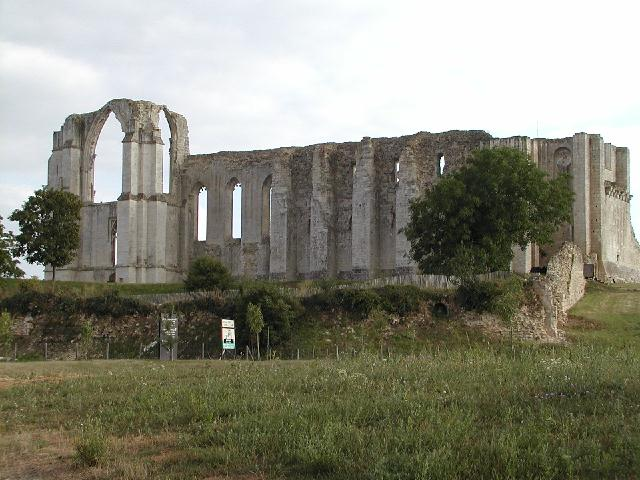
Les ruines contemporaines de la cathédrale Saint-Pierre de Maillezais.

## Œuvres partielles
- L'Allemagne contemporaine, par Edgar Bourloton, engagé volontaire de 1870 aux zouaves de la Garde, Paris, Germer Baillière, 1873, viii-284 p.
- La Commune et ses idées à travers l'histoire  (en collaboration avec Edmond Robert), Paris, Germer Baillière, 1873, 244 p., in-18 (lire en ligne).
- L'Histoire de Maillezais, 1875.Resté à l'état de manuscrit, en dépôt à la bibliothèque municipale de Poitiers, édité aux éditions Le Thabor, 2008.
- Impressions de voyage en Bas-Poitou du citoyen La Vallée, ancien capitaine au 46e régiment, l’an III de la République, Vannes, E. Lafolye, 1888, 8 p., in-8°.
- Dictionnaire des Parlementaires avec Adolphe Robert et Gaston Cougny, 5 vol., 1889-1891.
- Maillezais pendant la Révolution, Vannes, Lafolye, 1889, 15 p., in-8° (OCLC 457120847, lire en ligne)
- Doléances des notaires de Fontenay-le-Comte en 1564, 1892.
- Nicolas Rapin d'après des documents inédits, Vannes, Lafolye, 1893.
- Francois Ambroise Rodrigue : évêque constitutionnel de la Vendée, Vannes, Lafolye, 1895, 21 p., in-8° (OCLC 457120845, lire en ligne).
- Le Clergé de Fontenay-le-Comte pendant la Révolution, Vannes, Lafolye frères, 1894.
- Le Pontificat d'Étienne Loyseau, évêque de Luçon, Vannes, Lafolye, 1895, 19 p., in-8° (OCLC 458678983)Extrait de la Revue du Bas-Poitou.
- Les Jansénistes en 1895, Paris, Vie Contemporaine, 1895, 26 cm (OCLC 401527889).
- La Croisade prêchée dans le diocèse de Maillezais en 1517 et 1518, Vannes, Lafolye, 1896, 19 p., in-8° (OCLC 457120839)Extrait de la Revue du Bas-Poitou.
- Le Roi de la ligue à Maillezais : 6 septembre-15 octobre 1589 : documents inédits, Vannes, Lafolye, 1896.
- M. Goupilleau, curé de Fenouiller : 1788-1822 : souvenirs de la Révolution, Vannes, Lafolye, 1897.
- Encore un mot sur les origines de l’imprimerie à Poitiers, Vannes, 1897, 16 p., in-8° (OCLC 558166210).
- Le Clergé de la Vendée pendant la Révolution, Vannes, Lafolye frères, 1898, 466 p., 1 vol. in-8° (OCLC 558166198, lire en ligne).
- Les Anciennes Seigneuries du Bas-Poitou : la seigneurie de Vouvant, Vannes, Lafolye frères, 1902.
- La Nomination des évêques au XVe siècle. Frédéric de Saint-Séverin, évêque de Maillezais, 1481-1511, Vannes, Lafolye frères, 1905, 16 p., 25 cm (OCLC 759745152)Extrait de la Revue du Bas-Poitou.
- Le général Belliard, Vannes, Lafolye, 16 p., 25 cm (OCLC 759745151)Extrait de la Revue du Bas-Poitou.
- La Cocarde obligatoire en 1798, S.l., s.d., 7 p. (OCLC 14392950).

## Articles partiels
- « Contribution à l'histoire de Fontenay-le-Comte », La Revue du Bas-Poitou et des Provinces de l’Ouest, t. IV, 1891, p. 308-314.
- « Comment finirent les régicides », Le Correspondant, 25 janvier et 10 février 1892.
- « Une grève des nourrices à Niort en 1781 », La Revue du Bas-Poitou et des Provinces de l’Ouest, 1893.
- « L'Évolution syndicale », 1893.
- « Les Députés et les sénateurs de la Vendée de 1789 à 1902 », La Revue du Bas-Poitou et des Provinces de l’Ouest.
- « La Longévité des Parlementaires », La Revue contemporaine, 1er décembre 1895.
- « L’Inscription gallo-romaine de Civray, près de Maillezais », La Revue du Bas-Poitou et des Provinces de l’Ouest, 1900, t. XIII, p. 197-200.
- « Le Pont des Moutiers sur le Lay en 1624 », La Revue du Bas-Poitou et des Provinces de l’Ouest, vol. 14, 1901.
- « Le Portus Secor et les fouilles de La Gachère », Saintes, Revue de Saintonge et d’Aunis, juillet 1901.
- « La Seigneurie de Fontenay-le-Comte », 1902.
- « Les Riverains du Lay en 1705 », La Revue du Bas-Poitou et des Provinces de l’Ouest, 1902, p. 34.
- « La taille a-t-elle diminué en Bas-Poitou ? », La Revue du Bas-Poitou et des Provinces de l’Ouest, 1902, p. 157-161.
- « Nos morts : M. Charles Farcinet », La Revue du Bas-Poitou et des Provinces de l’Ouest, 1903, p. 419.
- « La Chambre de lecture de Saint-Gilles-sur-Vie », La Revue du Bas-Poitou et des Provinces de l’Ouest, vol. 17, 1904.
- « La Vendée au salon de 1902, 1903, 1904 et 1905 », La Revue du Bas-Poitou et des Provinces de l’Ouest, vol. 15, 16, 17 et 18, 1902, 1903, 1904 et 1905.

## Sources partielles
- Hervé Fayat et Nathalie Bayon, « Le Robert et Cougny et l’invention des parlementaires », Revue d'histoire du XIXe siècle, no 33,‎ 2006, p. 55-78 (ISSN 1777-5329, lire en ligne, consulté le 17 juillet 2018).